# Скляний мікроелектрод

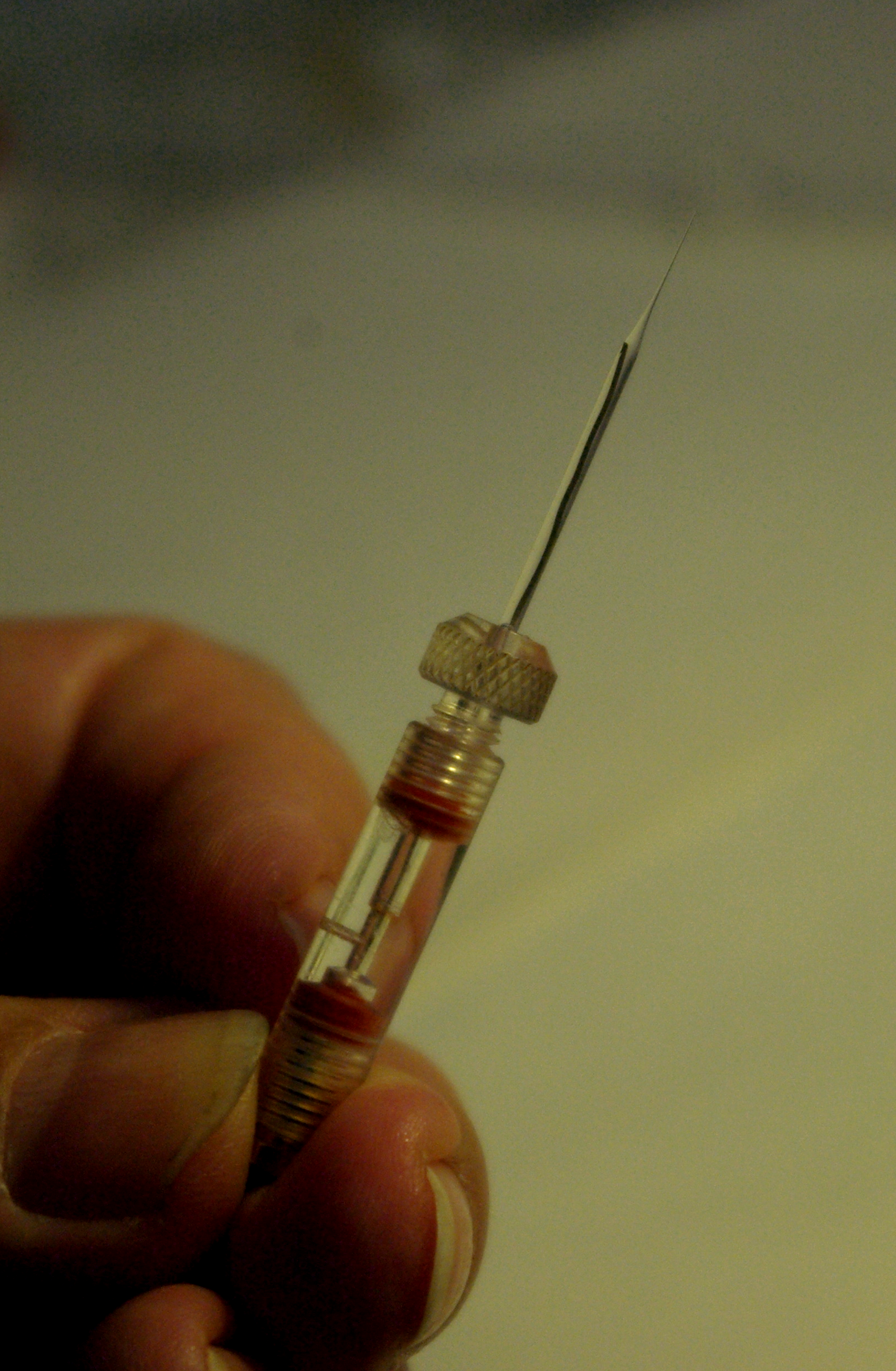
Заповнений електролітом скляний микроэлектрод в утримувачі. Видно введений у стовбур електроду хлорований срібний дріт.

У цього терміна існують і інші значення, див. Електрод (значення)
Скляни́й мікроелектро́д — дуже тонка скляна піпетка, заповнена електролітом. Використовується в електрофізіології. Розроблення мікроелектродних методів дозволило вести електрофізіологічні дослідження на рівні окремих клітин.
Діаметр кінчику скляного мікроелектрода близько 0,5 мкм, іноді — менше 0,1 мкм, при розгляданні в оптичний мікроскоп він може бути невиразний.
Не слід плутати цей інструмент зі субтильними моделями іонометричних скляних електродів, що, зокрема, також використовуються в електрофізіології.

## Застосування
Існують три основні способи використання мікроелектродів:
- для внутрішньоклітинної реєстрації електричних параметрів клітинних мембран,
- для поляризації клітинних мембран електричним струмом,
- для введення різних речовин усередину клітини (іонофорез) або подання їх на її поверхню (аплікація).

Подальшим розвитком мікроелектродної техніки став метод локальної фіксації потенціалу (метод patch-clamp). Розроблені для цього методу спеціальні типи мікроелектродів зазвичай називають мікропіпетками. Чутливість методу дозволяє реєструвати активність окремих іонних каналів клітинної мембрани.

## Історія
До розроблення скляних мікроелектродів у фізіології використовувалися металеві електроди, наприклад, з вольфрамового дроту, заточеного електрохімічно. Малий електричний опір металевих електродів дозволяв використовувати з ними примітивну реєструвальну апаратуру з малим вхідним опором. У деяких галузях такі електроди застосовуються і донині.
Уперше скляні мікроелектроди застосували 1949 року Р. Лінґ і Р. В. Джерард у своїй роботі з реєстрації мембранного потенціалу міоцитів жаби.
В. Л. Настук і А. Л. Годжкін 1950 року, використовуючи мікроелектродну техніку, зареєстрували потенціал дії м'язового волокна.
Використовувати скляні мікроелектроди для аплікації речовин на мембрану клітини запропонував В. Л. Настук 1953 року.
У СРСР мікроелектродну техніку ввів до практики Платон Григорович Костюк. На Біологічному факультеті МГУ Р. А. Курелла застосував у своїй праці одночасно мікроелектродну техніку та мініатюрні скляні іонометричні електроди для досліджень субклітинних структур[уточнити].

## Конструкція і виготовлення
Матеріалом для виготовлення мікроелектродів слугує скляний капіляр діаметром близько 1 мм. Зазвичай використовують марку скла «Пірекс», рідше застосовують інші типи скла — алюмосилікатні 38-ЗС і кварцове скло. Часто як заготівлі беруть капіляр з вплавленними всередину нього скляними нитками — в такому разі надалі полегшується заповнення мікроелектроди електролітом. Заготівлі ретельно очищають.

### Приготування мікропіпетки
Скляний мікроелектрод виготовляється витягуванням і розривом нагрітого капіляра на спеціальному пристосуванні — пуллері (мікрокузні). Параметри отримуваного мікроелектроду залежать від обраного ґатунку скла, діаметра капіляру, температури нагріву, моменту початку ривка і його сили. Найдосконаліші моделі сучасних пуллерів з мікропроцесорним управлінням дозволяють програмувати різні форми кінчика витягувальної мікропіпетки, забезпечуючи заздалегідь задані властивості й гарну їх повторюваність.
Циліндрична частина отриманої заготівлі плавно звужується, переходячи до колючої частини. Витягнуті мікропіпетки оглядаються під мікроскопом, при діаметрі колючого кінчика менше 0,5 мкм він є нерозрізнюваним, гублячись у інтерференційній облямівці. У деяких випадках кінчик мікроелектроду додатково заточують або оплавляют особливим чином.
Мікроелектроди для петч-кламп додатково покривають силіконом задля забезпечення формування гігаомного контакту при торканні мембрани клітини.

### Заповнення електроду
Заготівлю заповнюють електролітом, найчастіше 2-3 М розчином хлориду калію. Іноді використовують електроліти іншого складу або заповнюють електрод легкоплавким металом, наприклад, сплавом Вуда.
Заповнення електродів може бути утруднене через замалий діаметр його робочої частини. Для його полегшення запропоновано ряд методик: заповнення у вакуумі, попереднє заповнення спиртом і потім витіснення спирту електролітом. Наразі широко застосовується запропонований Тасакі метод з використанням вбудованого у мікропіпетку скляного волокна, при цьому мікроелектрод заповнюється під дією капілярних сил.

### Підключення та контроль
Для підключення електродів до вимірювальної апаратурі їх фіксують у заповненому електролітом цанговому тримачі або вводять у циліндричну частину заповненого електрода хлорований срібний дріт.
Якість заповненого і підключеного мікроелектрода контролюють, вимірюючи його опір, який має порядок одиниць мегаом. Менший опір свідчить про те, що кінчик мікроелектроду обламаний, більший або хаотично змінюваний — про забитість колючого кінчика брудом.
Готові мікроелектроди погано зберігаються, тому виготовляють їх звичайно безпосередньо перед початком експерименту. Деякий час, не більше доби, їх можна зберігати в холодильнику, зануривши у склянку з електролітом. При тривалому зберіганні електроди втрачають придатність через кристалізацію електроліту, можливо заростання їх колоніями мікроорганізмів.

## Фізико-хімічні властивості мікроелектродів
Між мікроелектродом і середовищем, у яке він занурений (фізіологічним розчином, клітинним вмістом), протікають різні фізико-хімічні процеси.
- Дифузія. Концентрація електроліту в мікроелектроді вище, ніж у навколишньому його середовищі, тому речовини електроліту переходитимуть у фізіологічний розчин або всередину клітини за рахунок дифузії[17][Пр. 1].

- Іонофорез
- Електроосмос
- Гідростатичні процеси

## Електричні властивості мікроелектродів
Електричний опір — найважливіший параметр мікроелектроду. Опір обов'язково контролюється перед початком експерименту, а в низці випадків — і в ході роботи. Для придатного електрода опір знаходиться в діапазоні поміж 5 і 20 МОм. Опір менше 1 МОм — ознака обламаної колючої частини, понад 60 МОм — кінчик електроду занадто тонкий, або закоркований кристалами, що випали, або частками досліджуваного об'єкта. Хаотично змінюваний опір також характерний для забрудненого електроду. Електроди з високим опором мають великі власні шуми та чутливість до електромагнітних перешкод. При струмах, що перевищують 1, вольт-амперні характеристики мікроелектродів можуть ставати нелінійними. Розрахунок опору електродів можливий, але він складний і не дає високої точності, тому на практиці опір електрода визначають експериментально.
Ємність електрода. Наявність у мікроелектрода власної ємності спотворює форму реєстрованого сигналу. Тому докладаються зусилля для її зниження та компенсації: збільшують діаметр циліндричної частини електроду, зменшують його довжину, для підключення до підсилювача намагаються використовувати якомога коротші проводи. Для компенсація ємності електрода у вхідному каскаді підсилювача використовується ємнісний негативний зворотний зв'язок. Компенсування ємності контролюється поданням на електрод прямокутного сигналу — при вірному налаштуванні форма його фронту не спотворена.
Потенціал зсуву. Виникає з кількох причин. Основними є:
- дифузійний потенціал — виникає між електролітом, що заповнює електрод, і розчином, до якого він занурений. Для зменшення дифузійного потенціалу, використовують розчин хлориду калію як електроліт, бо у іонів K+ і Cl- однаковий заряд і близькі коефіцієнти дифузії.
- потенціал між срібними провідниками мікроелектрода й опорного електроду
- потенціал колючої частини. Його виникнення пов'язане з властивостями контакту електроліту і скла у вузькому кінчику мікропіпетки[21].

Потенціал зсуву, підключеного до підсилювача і зануреного у фізіологічний розчин електрода, компенсується при регулюванні підсилювача.
Для зменшення небажаного власного потенціалу використовують наступні прийоми:
- ретельне очищення скляних заготівель промиванням у лугу і спирті;
- використання свіжовиготовлених мікропіпеток;
- використання для заповнення електролітів високої концентрації;
- підкислення електроліту;
- відбір електродів з малим омічним опором;
- відбір електродів з низьким власним потенціалом.

## Типи мікроелектродів

### Багатоканальні мікроелектроди
Багатоканальні мікроелектроди часто використовуються в дослідженнях зі застосуванням іонофорезу (мікроелектрофореза). Вони дозволяють проводити одночасно реєстрацію електричної активності й вводити активні речовини з сусідніх стовбурів мікропіпетки. Зазвичай число каналів такого складного електрода не менше трьох: один слугує для реєстрації, другий — для компенсації та контролю ефектів струму, і третій — для введення досліджуваної речовини.
Окремі канали можуть розташовуватися паралельно один одному або коаксіально.
Велику паразитну ємність багатоканальних мікроелектродів іноді компенсують за рахунок створення струмопровідного екрану шляхом напилення на його неробочу частину металу або графіту.
Для заповнення багатоканальних мікроелектродів електролітом і розчинами досліджуваних речовин може застосовуватися центрифугування.
Підготовка багатоканальних мікроелектродів технічно складна; висловлювалася думка, що їх виготовлення є настільки ж мистецтвом, наскільки і наукою.

### Складові мікроелектроди
Використовують для тих же цілей, що і багатоканальні. Складові мікроелектроди сильніше травмують клітку, однак за своїми електричними характеристиками часто перевершують багатоканальні. Збирають із окремих мікроелектродів, контролюючи роботу під мікроскопом.

### Плавучий мікроелектрод
Для реєстрації електричної активності клітин скорочувальних тканин, наприклад, міокарда, використовують плавучі мікроелектроди, запропоновані Вудбері і Бреді. Вони мають полегшену конструкцію, з дуже короткою циліндричною частиною і закріплюються на тонкому срібному або вольфрамовому дроті краплею лаку. Мікроманіпулятором електрод підводиться до поверхні тканини і опускається на неї. Вколюється у тканину він під дією власної ваги; при попаданні електрода в клітину відзначається стрибок напруги.
За рахунок пружності дроту електрод може рухатися разом з тканиною, в яку він уколотий. На практиці, вдається утримувати електрод у клітині протягом декількох хвилин.

## Підсилювачі для роботи зі скляними мікроелектродами
Підсилювачі біопотенціалів, що використовуються зі скляними мікроелектродами, повинні володіти наступними характеристиками:
- наявність схеми компенсації ємності вхідного ланцюга;
- діапазон вхідних напруг ± 1В;
- регулювання зміщення ± 300 мВ;
- струми витоку менше 14 пА;
- час наростання фронту сигналу — не більше 100 мс;
- температурний дрейф — менше 50 мкВ.

Для роботи методом patch-clamp використовуються спеціалізовані підсилювачі.